# Кондратьєв Сергій Олександрович
Сергій Олександрович Кондратьєв (біл. Сяргей Аляксандравіч Кандрацьеў; нар. 2 лютого 1990, Мінськ, Білоруська РСР) — білоруський футболіст, захисник.

## Клубна кар'єра
Вихованець СДЮШОР «Зміна» міста Мінська, перший тренер — С. В. Пєхов.
З 2008 року виступав у дублі мінського «Динамо». У сезоні 2009 року дебютував у чемпіонаті Білорусі. У 2010 році закріпився в першій команді та провів усі 6 матчів за «Динамо» у кваліфікаційному раунді Ліги Європи 2010/11. Після закінчення контракту з «Динамо» керівництво мінського клубу запропонувало Сергію підписати контракт із «Березою-2010», фарм-клубом мінчан, але гравець відмовився від переходу. 12 січня 2013 року прибув на перегляд до казахстанського «Акжайика», який не завершився підписанням контракту.

### «Гомель»
15 лютого 2013 року перейшов до клубу «Гомель», з яким підписав дворічний контракт. У «Гомелі» Кондратьєв виступав під 13 номером. У міжсезоння в складі клубу награвався переважно позиції правого захисника. Дебютував за свій новий клуб у 1-му турі чемпіонату Білорусі 2013 проти могильовського «Дніпра», провів на полі усі 90 хвилин. У перших матчах чемпіонату Сергій грав не дуже впевнено, проте ближче до середини першості став грати набагато краще та впевнено закріпився на правому фланзі захисту «Гомеля». У декількох матчах через травми одноклубників грав не своїх позиціях — зокрема, лівого захисника та правого півзахисника. У матчі 7-го туру чемпіонату Білорусі проти «Славії» відзначився першою результативною дією за «Гомель», віддав гольовий пас Валерію Жуковському. У матчі 9-го туру проти «Німана» заробив вилучення, отримав другу жовту картку за затягування часу під час введення м'яча з ауту.
У лютому 2014 року контракт із «Гомелем» був розірваний.

### «Динамо», «Нафтан» та «Білшина»
У березні підписав угоду із берестейським «Динамо». Грав на позиції центрального захисника, іноді виходив на фланзі оборони. У матчі 3-го туру проти «Білшини» на 29-й хвилині матчу отримав червону картку через конфлікт із арбітром після вилучення Володимира Щербо. Залишившись вдев'ятьох, берестейський клуб розгромно поступився з рахунком 0:7, а Кондратьєва дискваліфікували на три матчі. У сезоні 2015 року залишався основним гравцем «Динамо», виступав на позиції лівого захисника. Після закінчення сезону покинув клуб. 
У лютому 2016 року підписав контракт із новополоцьким «Нафтаном», де став гравцем основи. У лютому 2017 року перейшов до бобруйскої «Білшини», де також був основним захисником команди.
У січні 2019 року підписав контракт із житковицьким клубом ЮАС, проте вже у квітні залишив команду та завершив кар'єру.

## Кар'єра в збірній
Виступав за юнацькі та молодіжну збірну Білорусі.

## Досягнення
- Білоруська футбольна вища ліга
  -  Срібний призер (1): 2009
  -  Бронзовий призер (1): 2012